# オレンジ色の絵葉書
「オレンジ色の絵葉書」（オレンジいろのえはがき）は1983年11月21日に日本コロムビアから発売された冨田靖子のデビューシングル。

## 解説
1983年に公開された、映画『アイコ十六歳』のイメージソング。富田（当時は冨田）はこのオーディションに合格し、ヒロインとして同作品で主演および歌手として芸能界入りを果たした。なお、「夢少女」は同映画のオーディションに合格し、主人公の友人役として出演した5人による歌である。

## 収録曲
- 全編曲：大谷和夫

1. オレンジ色の絵葉書
歌：冨田靖子
作詞：長谷川千津・康珍化／作曲：柴矢俊彦
映画『アイコ十六歳』イメージソング、名鉄百貨店・「メイテツのお歳暮」CMイメージソング
2. 夢少女
歌：松下幸枝（りんりん）・伊神さかえ（ゴンベ）・三次令子（おきょん）・浅野由美（モック）・河合美佐（紅子）
作詞：小林和子／作曲：新田一郎

## 備考
オレンジ色の絵葉書
- 映画『アイコ十六歳』の本編で使用されなかったため、同映画のイメージソングとなった。なお、同映画の主題歌は原由子の「"LOVE" Is Sixteen」である。
- 富田のビデオ作品、「富田靖子のふぁんたじっくわあるど ―とっても昔、大昔、昔と今とずっと先。」（1985年5月21日発売）にも収録された（同作品の1曲目）。

夢少女
- 主人公の友人役として出演した5人による曲のため、富田は参加していない。なお、「歌」の後にカッコ書きで記したあだ名は、それぞれが演じた役名に対するものである。

## エピソード
映画アイコ十六歳
- 同作品のヒロイン選びに難航したとき、中学生だった富田の写真がプロデューサーの目にとまった。その後、オーディションで富田のしぐさ・発言が（映画内の）アイコのイメージと合致したため、富田は同作品のヒロインとして芸能界入りを果たした[1][注釈 1]。

オレンジ色の絵葉書
- 1983年に放映した名鉄百貨店のテレビCMにもこの曲が使われ、富田もこのCMに出演した。
- 富田は2019年に受けたインタビューで「もっと練習してからレコードを出せばいいのにって（笑）」と振り返っている[1]。